# Bladel
Bladel   è una municipalità dei Paesi Bassi di 9.760 abitanti situata nella provincia del Brabante Settentrionale.
Costituita nel 1997, il suo territorio deriva dalla fusione dei territori delle ex-municipalità di Bladel en Netersel e Hoogeloon, Hapert en Casteren.

## Geografia antropica

### Frazioni
- Bladel: 9.840 ab.
- Hapert: 5.300 ab.
- Hoogeloon: 2.200 ab.
- Casteren: 1.000 ab.
- Netersel: 825 ab.